# Akay

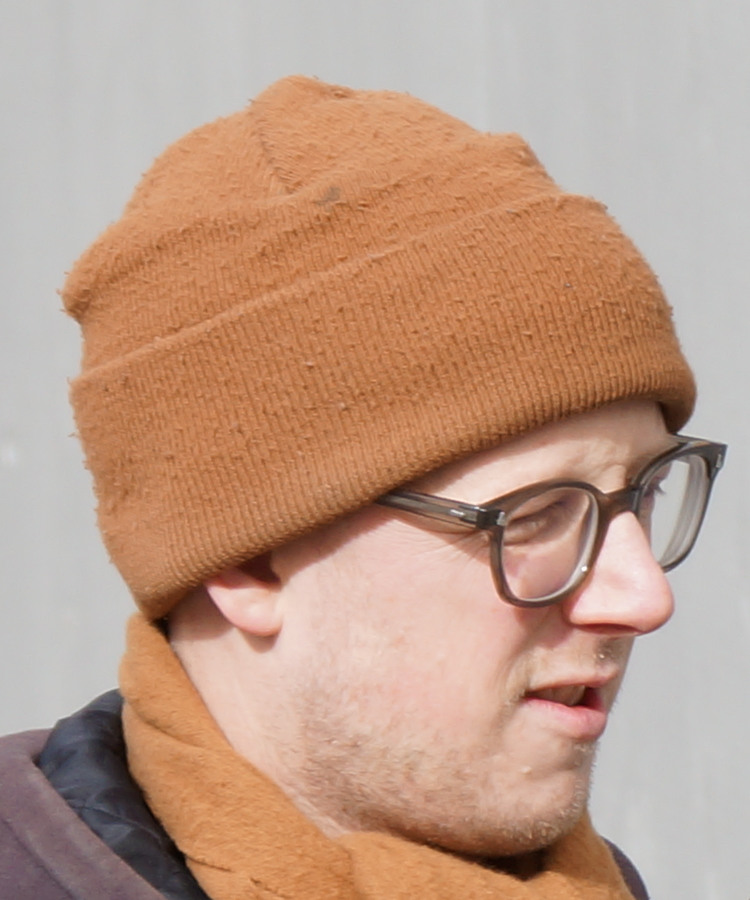
Akay

Löpsedlar av Guilty Guilty.

Akay, pseudonym för Alexander Kurlandsky, född 30 december 1969, är en gatukonstnär uppvuxen, och huvudsakligen verksam i Stockholm.
Akay började måla graffiti i mitten på 1980-talet och fortsatte med detta fram till början av 1990-talet. Från och med 1997 täckte han främst Stockholm men även andra stora städer världen över med affischer som gjorde reklam för den påhittade ideologin Akayism.
Bland de av hans projekt som väckt mest uppmärksamhet finns den lilla faluröda stugan som han och Peter Baranowski släpade upp på ett berg mellan två motorvägsfiler vid Eugeniatunneln i Stockholm (projektet kallades "Traffic island"), och de stora vita bokstavsbrädorna under Solnabron, som efter flera år fortfarande omkonstrueras till nya ord av förbipasserande.
Akay samarbetar ibland med konstnärskollegan Adams, både i konstnärliga sammanhang och som föreläsare, och som duo kallar de sig för Guilty Guilty. Konstellationen är mest känd för sina textkollage av kvällstidningslöpsedlar. Dessa har samlats i böckerna Det kan inte vara sant! (2002), Expressen ljuger och Aftonbladet fantiserar (2006) samt Löp: dekonstruerade löpsedlar 1997-2017 och även ställts ut på Kulturhuset i Stockholm 2003 och Skissernas Museum i Lund 2008.. 
Han har även samarbetat med gatukonstnären Made. Akay finns representerad vid bland annat Göteborgs konstmuseum. I november 2017 släpptes boken AKAY and all his friends av Ika Johannesson (Orosdi-Back förlag) som dokumenterar Akays verk.
Han är även känd för att ha målat ett helt rum i den avstängda delen i gamla slussen med graffiti, rummet kallades efter det för Akay-Templet fram tills det revs.